# Israëlplein (Winschoten)

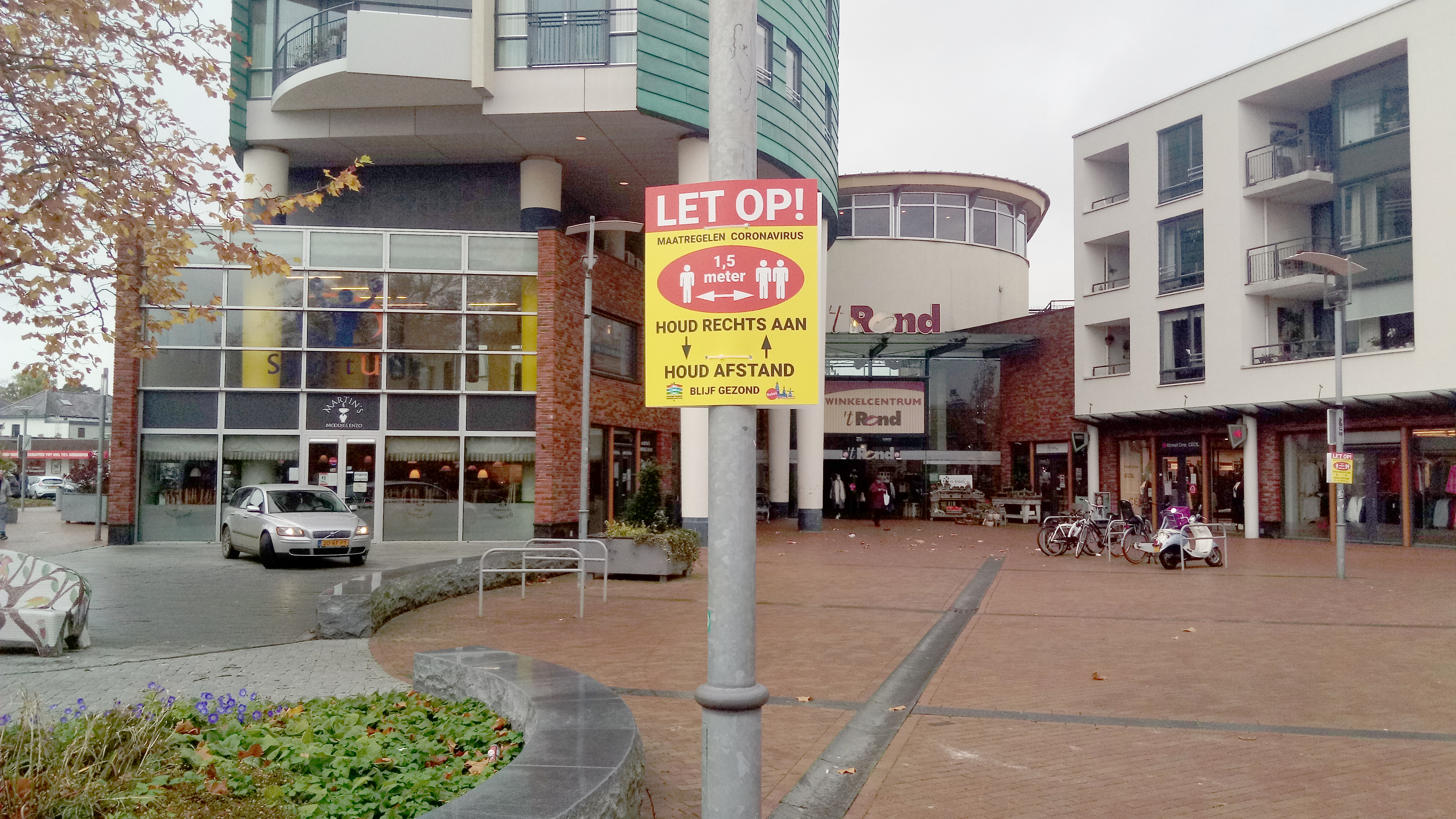
Israëlplein

Het Israëlplein is een plein in de binnenstad van de Groningse plaats Winschoten. Het plein ontstond eind jaren '60 toen een grote 'sanering' plaatsvond in de binnenstad van Winschoten. Het plan dat ook bekend staat onder de naam 'de doorbraak' bestond uit de aanleg van een directe verkeersweg tussen de Venne en het NS Station en een nieuw parkeerterrein met winkelcentrum (het Israëlplein). Voor het plan werden vrijwel de gehele Vissersdijk, Liefkensstraat en Schoolstraat afgebroken.
Begin jaren '70 werd het vernieuwde plein en het winkelcentrum in gebruik genomen. Aan het plein was een winkelstrip als vervanging van de oude Vissersdijk gebouwd en in 1974 een Vendet warenhuis, een zusje van de bekende Vroom en Dreesmann warenhuizen. Tot 1984 bleef Vendet in Winschoten. In dat jaar werd het omgebouwd tot Torro supermarkt. In 1986 kwam er een Autorama warenhuis in het pand. Nog weer later werd Autorama vervangen door supermarktketen Edah.
Eind jaren '90 maakte Winschoten nieuwe plannen voor het stadshart. In de plannen werd besloten dat het Israëlplein zou plaatsmaken voor een overdekt winkelcentrum met een parkeergarage. In 2002 werd het nieuwe winkelcentrum 't Rond geopend en werd het Israëlplein een voetgangersgebied.